# Straffkompani

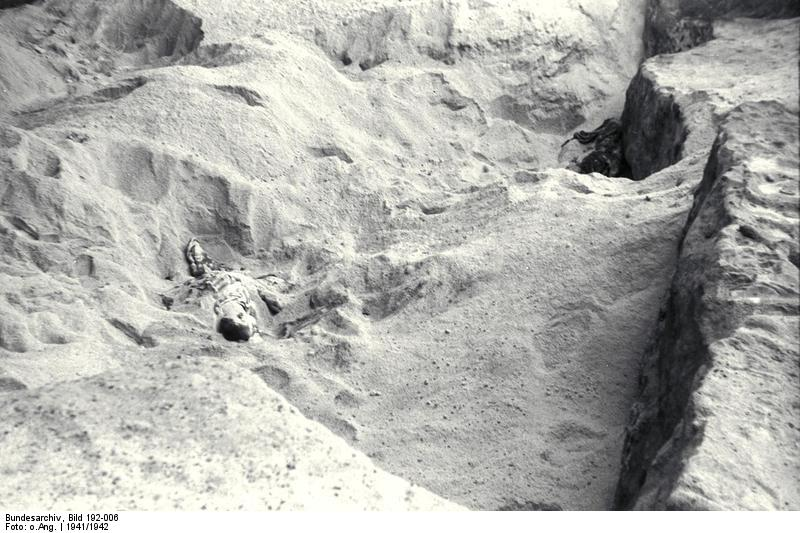
Liket av en lägerfånge vid stenbrottet, KZ Mauthausen-Gusen, 1941/42

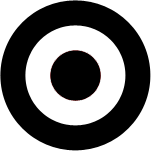
Märket för fånge i ett straffkompani, märket bars av fångar i nazistiska koncentrationsläger.

Ett straffkompani (ty:Strafkompanie), var ett arbetskommando med extremt hårt straffarbete och skärpt behandling i nazistiska koncentrationsläger.
De lägerfångar som kommenderades till ett strafkompani fick utföra de tyngsta och farligaste arbetsuppgifterna, bland annat i stenbrotten, där de flesta av ”arbetarna” avled. Att bli bestraffad med att ingå i ett straffkompani var ytterligare en brutal behandling som kunde läggas på en redan utmattad och misshandlad lägerfånge. Urvalet tycks ha varit godtyckligt. Alla kategorier av fångar - kriminella, judar, romer, ryska soldater, Jehovas vittnen, homosexuella, politiska fångar – kunde hamna i ett straffkompani. 
Fångarna i ett straffkompani hade längre arbetsdagar än andra fångar, de arbetade även på söndagar, de hade kortare raster, fick mindre mat, utsattes för grövre misshandel och många sköts till döds under s.k. ”flyktförsök”. De bodde isolerade från de andra lägerfångarna i separata baracker.